# Boniface de Montferrat
Pour les articles homonymes, voir Boniface.
Boniface de Montferrat (en italien Bonifacio del Monferrato), né vers 1150 et mort le 4 septembre 1207, est marquis de Montferrat de 1192 à 1207 et roi de Thessalonique de 1205 à 1207. Il est le chef de la quatrième croisade.

## Biographie

### Jeunesse
Boniface est le troisième fils du marquis Guillaume V de Montferrat et de Judith de Babenberg, demi-sœur de l’empereur Conrad III de Hohenstaufen. Né vers le milieu du XIIe siècle, il appartient à la famille des Alérame. Il est le frère cadet de Conrad de Montferrat, futur roi de Jérusalem.
Il apparaît, pour la première fois, dans un document rédigé à Turin, le 14 juin 1178. On sait peu de chose sur les premières années de sa vie. En 1182, il est probablement en Ligurie, lieu où le troubadour provençal Raimbaut de Vaqueiras chante les aventures chevaleresques de son seigneur. L’artiste reste à la cour de Boniface une grande partie de sa vie. Comme le reste de sa famille, Boniface soutient son cousin Frédéric Barberousse dans ses guerres contre les communes lombardes.
En 1189, Boniface est nommé membre du conseil de régence créé par Humbert III de Savoie pour son jeune fils Thomas. En 1190, en compagnie du comte de Savoie, Boniface rend l’hommage à l’empereur Henri VI, pour lequel Boniface occupe de nombreuses charges au point d’être récompensé par l’acquisition de plusieurs fiefs en 1191.

### Marquis de Montferrat
Son père étant mort, probablement au cours de l'été 1191, et son frère Conrad ayant été assassiné en Orient en avril 1192, Boniface devient l’unique héritier de la maison de Montferrat et obtient le marquisat en 1192. En novembre 1191, Otton Ier du Carretto lui vend la seigneurie de Albissola. En juillet 1192, le marquis Bérenger de Busca lui concède une partie de Cossano Belbo et de Loreto.
Fidèle à Henri VI, il passe plusieurs mois aux côtés de l’empereur en Allemagne, lequel lui accorde le fief d’Alexandrie à la fin de l’année 1193. En 1194, aux côtés du podestat de Gênes et de Markward d'Anweiler, il commande l’expédition navale de l’empereur contre Gaète puis Naples. Nommé légat impérial, il participe ensuite à la conquête de la Sicile orientale. Le 25 décembre 1194, il assiste au couronnement d’Henri à Palerme. Il l’accompagne lors de son séjour en Italie avant de rentrer dans le Montferrat au début de l’année 1196. Il s’engage ensuite pleinement dans les guerres contre les communes de l’Italie.
Il obtient arbitrairement de l’empereur la ville d’Asti mais avec la mort d’Henri VI, les habitants s’allient à Alexandrie et se révoltent occupant Castello di Annone. En juin 1199 Boniface se voit contraint de s’allier avec Asti, Alexandrie, Vercelli, Milan et Plaisance pour participer à une expédition dans le nord de la Lombardie.

### Chef de la quatrième croisade
Lorsque le premier chef choisi pour mener la quatrième croisade, Thibaut de Champagne, meurt en mars 1201, Boniface est désigné pour le remplacer. C’est un guerrier expérimenté et sa famille est déjà implantée en Orient : son neveu Baudouin et son frère Conrad ont été rois de Jérusalem. Après s’être rendu à Paris pour discuter avec Philippe Auguste, vers septembre, Boniface reçoit le commandement de l’expédition, ne rentrant qu’occasionnellement dans le Montferrat afin de régler au mieux les difficultés avec Alba, Asti et Alexandrie et voyageant fréquemment pour terminer les préparatifs de la croisade qui doit partir de Venise.
L'armée croisée est très endettée auprès de la république de Venise qui a accepté de fournir les navires. Boniface accepte donc de réduire pour elle la ville de Zara, alors possession du royaume de Hongrie. Le pape Innocent III est courroucé de cette attaque contre une ville chrétienne. Il devient alors évident que le véritable chef de la croisade est le doge vénitien Enrico Dandolo, et non plus Boniface.
Boniface ne participe pas à la prise de Zara. Le motif est inconnu mais on peut supposer que le marquis est resté à Venise pour négocier avec Philippe de Souabe et Alexis, fils de l’empereur déchu de Byzance Isaac II Ange. Alexis offre en effet aux croisés un soutien financier et militaire en échange de leur aide pour récupérer le trône de Constantinople. La proposition d'Alexis, soutenue par Philippe de Souabe et les Vénitiens, est acceptée. Après une escale à Dyrrachium, puis à Corfou, les croisés font donc voile vers Constantinople. Les croisés débarquent à Galata en juin et s'emparent de la capitale byzantine en juillet 1203. L’usurpateur Alexis III est renversé et Alexis IV est couronné co-empereur avec son père. Rapidement, la situation se dégrade : les indemnités promises ne sont pas payées. La position d’Alexis IV devient intenable et il est renversé en février 1204 par Alexis V Doukas Murzuphle. Les Vénitiens se mettent d’accord avec les autres chefs croisés pour se partager l’empire byzantin, et prennent Constantinople en avril.
Boniface est considéré comme le principal prétendant au trône impérial, mais sa candidature s’oppose aux vues des Vénitiens, inquiets du pouvoir que peut prendre un parent du roi Philippe et allié de Gênes. Baudouin de Hainaut, moins puissant et plus docile que Boniface, est donc élu empereur latin de Constantinople en mai. En compensation, Boniface reçoit Thessalonique et la Macédoine, ainsi que la Crète dont il revend les droits aux Vénitiens. Boniface devient roi de Thessalonique.

### Roi de Thessalonique
Après avoir instauré un gouvernement en Macédoine, Boniface avance jusqu’en Thessalie et capture Alexis III qu’il envoie en exil dans le Montferrat : l'ex-empereur est emprisonné dans l'abbaye de Lucedio près de Trino. Opposé au gouverneur byzantin Léon Sgouros,  gendre d'Alexis III, Boniface envahit bientôt la majeure partie de la Grèce continentale. Effrayées à la vue des croisés, les troupes de Sgouros abandonnent le défilé des Thermopyles et se retirent à Corinthe. Les troupes de Boniface s'emparent alors du centre de l'île d'Eubée, qui est confié à Jacques II d'Avesnes. Les croisés entrent ensuite dans Athènes sans combat et mettent la ville à sac. Le roi de Thessalonique poursuit son avancée jusqu'à Corinthe, dont il prend la ville basse, mais est contraint de mener le siège de l'Acrocorinthe. En parallèle, Geoffroi de Villehardouin, neveu du chroniqueur, se lance avec une centaine de chevaliers à la conquête du Péloponnèse. 
Dès la prise d'Athènes, Boniface organise sa conquête en désignant ses vassaux. Un Bourguignon, Othon de La Roche devient duc d'Athènes et de Thèbes. Le Péloponnèse est confié aux mains de deux seigneurs français, Guillaume de Champlitte et Geoffroi de Villehardouin, qui fondent la principauté d'Achaïe.
Après la mort de l'empereur Baudouin à Andrinople en 1205, Boniface se rapproche du nouvel empereur Henri Ier à qui il offre sa fille Agnès en mariage. Il prête l'hommage féodal à son gendre durant l'été 1207. Alors qu’il assiège Nauplie, il reçoit la nouvelle qu’à Thessalonique une révolte a éclaté. À toute hâte, il revient sur ses pas, découvrant que la révolte a déjà pris fin. Sa seconde femme Marguerite de Hongrie, avec qui il a eu leur fils Démétrios, s’est réfugiée dans la forteresse de Thessalonique. Inquiet de la menace des Bulgares, qui ont attaqué Thessalonique pendant la rébellion, il décide de créer une force composée de croisés. Prenant la tête de l’expédition avec Henri Ier, Boniface est tué le 4 septembre 1207 lors de la bataille de Mosynopolis, alors qu’il revient d’une incursion sur les monts du Rhodopes dans le territoire bulgare. Le royaume de Thessalonique passe à sa femme Marguerite et à son fils Démétrios.

## Mariages et descendance
Boniface a d'abord été marié vers 1170 à Helena del Bosco. Ils ont eu trois enfants :
- Guillaume VI (1173-1225), marquis de Montferrat ;
- Béatrice mariée à Henri II del Carretto (it: Enrico II Del Carretto), marquis de Savone ;
- Agnès de Montferrat mariée à Henri Ier de Constantinople en 1207.

Selon Nicétas Choniatès, Boniface se marie, fin 1186-début 1187, avec Jeanne de Châtillon, fille de Renaud de Châtillon et sa première épouse la princesse Constance d'Antioche.
Certaines sources affirment qu’en 1197, Boniface épouse Éléonore de Savoie, une des filles de son cousin Humbert III de Savoie. Si tel est le cas, elle est morte en 1202. Usseglio est sceptique quant à ce mariage. Il est à noter que, dans ses chansons, Vaqueiras, ne fait aucune allusion à cette épouse.
En 1204, à Constantinople, il se marie avec Marguerite de Hongrie, fille du roi Bela III de Hongrie, elle est la veuve de l’empereur Isaac II Ange. Ils ont un fils :
- Démétrios, né en 1205, roi de Thessalonique.

#### Sources primaires
- Geoffroi de Villehardouin, La conquête de Constantinople.
- Robert de Clari, La conquête de Constantinople.

#### Sources secondaires
- Antoine Bon, La Morée franque : Recherches historiques, topographiques et archéologiques sur la principauté d'Achaie (1205-1430), 1968 (lire en ligne).
- Jean Longnon, L'Empire Latin de Constantinople et la Principauté de Morée, Paris, Payot, 1949.
- Jean Longnon, Les Compagnons de Villehardouin : Recherches sur les croisés de la quatrième croisade, Genève, Droz, 1978.
- (en) Steven Runciman, A History of the Crusades, volume III, Cambridge University Press, 1954.
- (it) Roberto Maestri, Bonifacio di Monferrato ed i suoi rapporti in Oriente con la Repubblica di Venezia, Editrice Marco Valerio, Torino 2006  (ISBN 88-7547-021-9).